# رسا اینگولفشتوتیر
رُسا اینگولفشتوتیر (ایسلندی: Rósa Ingólfsdóttir) بازیگر اهل ایسلند است.
از فیلم‌ها یا مجموعه‌های تلویزیونی که وی در آن‌ها نقش داشته است می‌توان به «پیغامی برای ساندرا» (۱۹۸۳) اشاره نمود.